# 永野茂門
永野 茂門（ながの しげと、1922年〈大正11年〉6月28日 - 2010年〈平成22年〉1月4日）は、日本の陸軍軍人、陸上自衛官、政治家。陸上幕僚長、参議院議員（2期）、法務大臣などを歴任した。法務大臣は在任11日で辞任した。

## 来歴・人物
大分県出身。大分中学校（現：大分県立大分上野丘高等学校）、広島陸軍幼年学校、陸軍士官学校予科を経て、1941年7月に陸軍士官学校を卒業（第55期）し陸軍将校となる。終戦時は電信第13連隊中隊長、陸軍大尉。
戦後、公職追放を経て、陸上自衛隊に入隊し通信科出身ながら陸上幕僚長となるも、1980年に宮永スパイ事件の責を取る形で時の防衛庁長官・久保田円次とともに辞任した。
1986年、第14回参議院議員通常選挙に自由民主党公認で比例区から出馬し、名簿順位は25名中21位だったが、自民党の大勝により当選した（22位までが当選）。第2次海部内閣で科学技術政務次官に就任。
1992年、第16回参議院議員通常選挙（比例区）で当選。同年に起きた東京佐川急便事件で竹下派が分裂し坂野重信・青木幹雄・藤井孝男などの参院幹部が小渕恵三支持に回ったのに対し、永野は同じ自衛官出身の田村秀昭、同年の参院選で当選した北澤俊美らとともに改革フォーラム21（羽田派）に参加。1993年、自民党を離党し、新生党結党に参加する。
翌1994年4月、細川護煕首相の突然の辞任を受け、新生党党首の羽田孜が内閣総理大臣に就任し、羽田内閣で法務大臣に任命される。この際、陸上幕僚長を経験した職業自衛官出身の大臣の誕生に対し、文民統制の観点から異議を唱える声も一部から上がった。法相就任直後、南京事件に関して毎日新聞のインタビューにおいて「私は、あの直後に南京に行っている。南京大虐殺はでっち上げだと思う。」と発言。また、同4月28日、共同通信で「慰安婦は当時の公娼であって、それを今の目から女性蔑視とか、韓国人差別とかは言えない。」などと述べ、この発言は5月4日と5日の新聞朝刊で報道された。
上述の発言の責任を取らされ、事実上更迭される形で在任わずか11日で法務大臣を辞任した（戦後大臣通算在任記録では、2007年に遠藤武彦農林水産大臣の在任が8日間となるまで、同じ法務大臣を1988年暮れに4日間で辞任した長谷川峻に次ぐ記録である）。なお、法相在任期間が短かったため、死刑執行起案書はまわってこなかった。 
その後新進党、自由党を経て、1998年の第18回参議院議員通常選挙には出馬せず、政界を引退した。同年勲二等旭日重光章受章。
2010年1月4日、肺炎のため神奈川県川崎市川崎区の病院で死去。87歳没。没後、正七位から正四位に進階。

## 著書
- 『宇宙時代の防衛 : 衛星・通信・情報』原書房、1986年3月25日。
- 『国際貢献と平和の地政学 : 21世紀・日本の進路』インターボイス出版事業部、1992年3月25日。